# Chi Lan hoàng thảo
Lan hoàng thảo (danh pháp: Dendrobium) là một chi lớn trong Họ Lan (Orchidaceae). Hiện nay chi này bao gồm hơn 1.600 loài. Chi Lan hoàng thảo được phân bố rộng rãi nhiều ở Nam Á, Đông Á và Đông Nam Á cho đến Philippines, Borneo, nước Úc, Tân Gui-nê, Quần đảo Solomon và New Zealand.
Tên Dendrobium được ghép từ tiếng Hy Lạp gồm từ Dendron ("cây") và bios ("sinh sống"); nghĩa là "loài sống trên cây", hoặc gọn hơn "thực vật biểu sinh".

## Hình ảnh

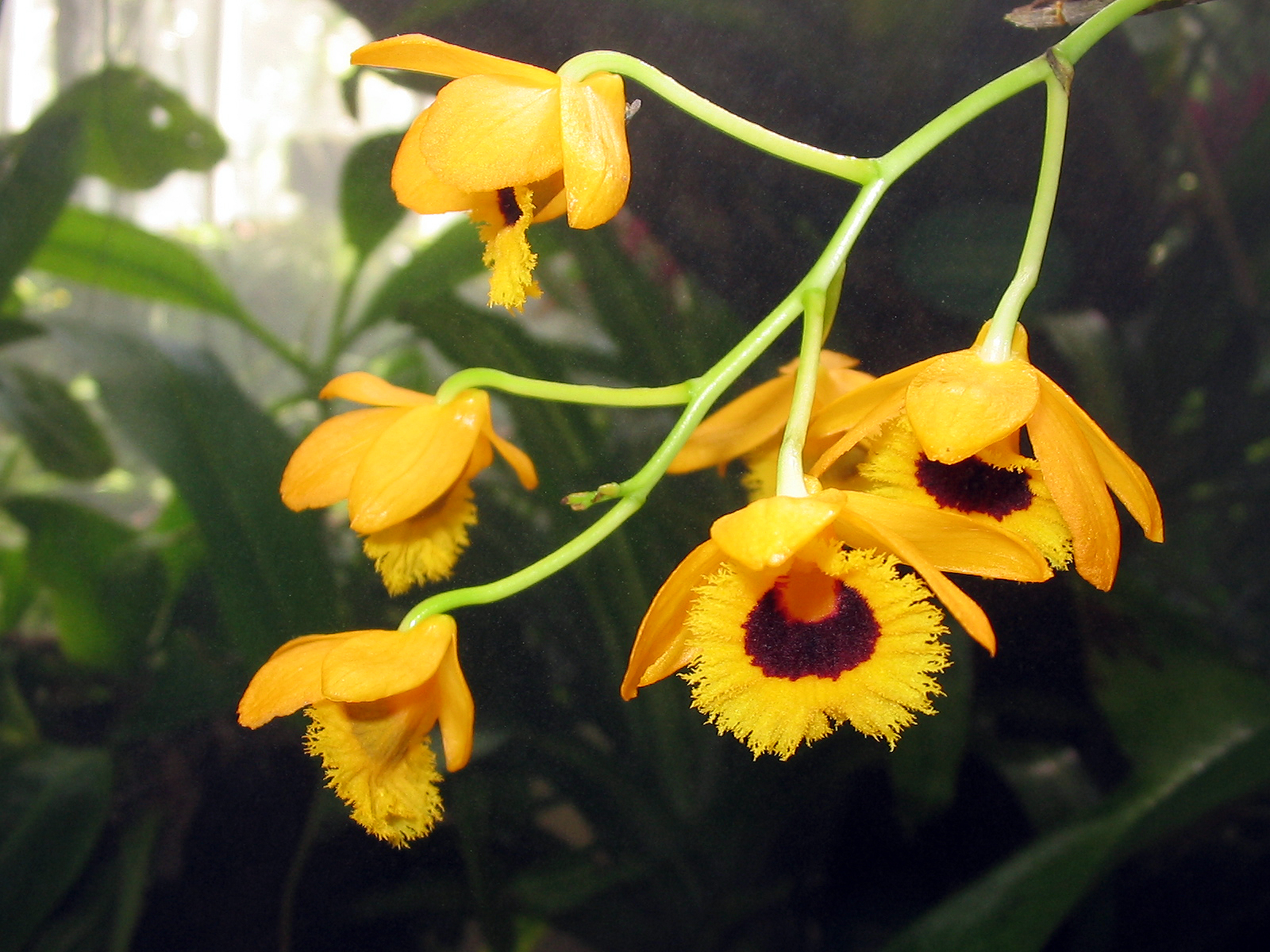
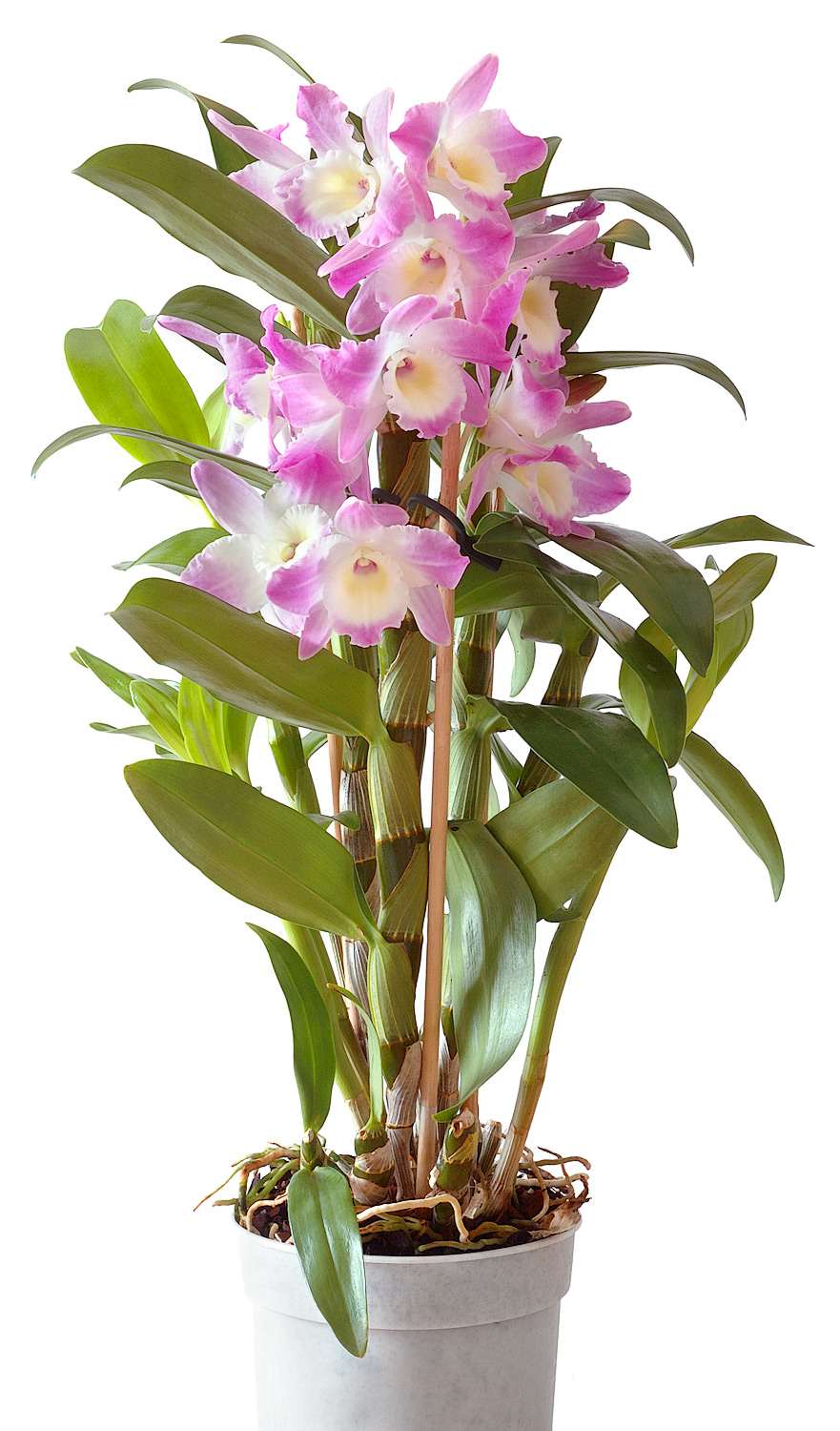
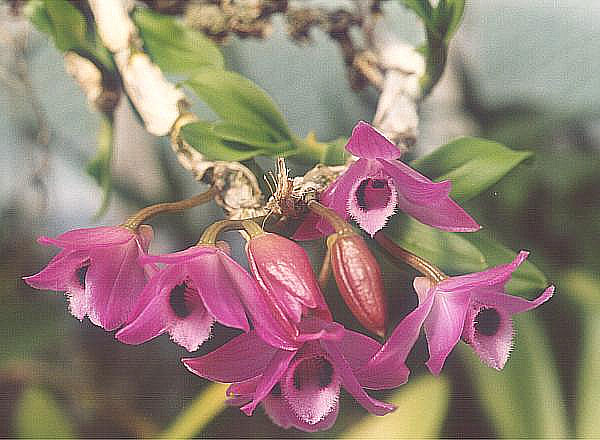
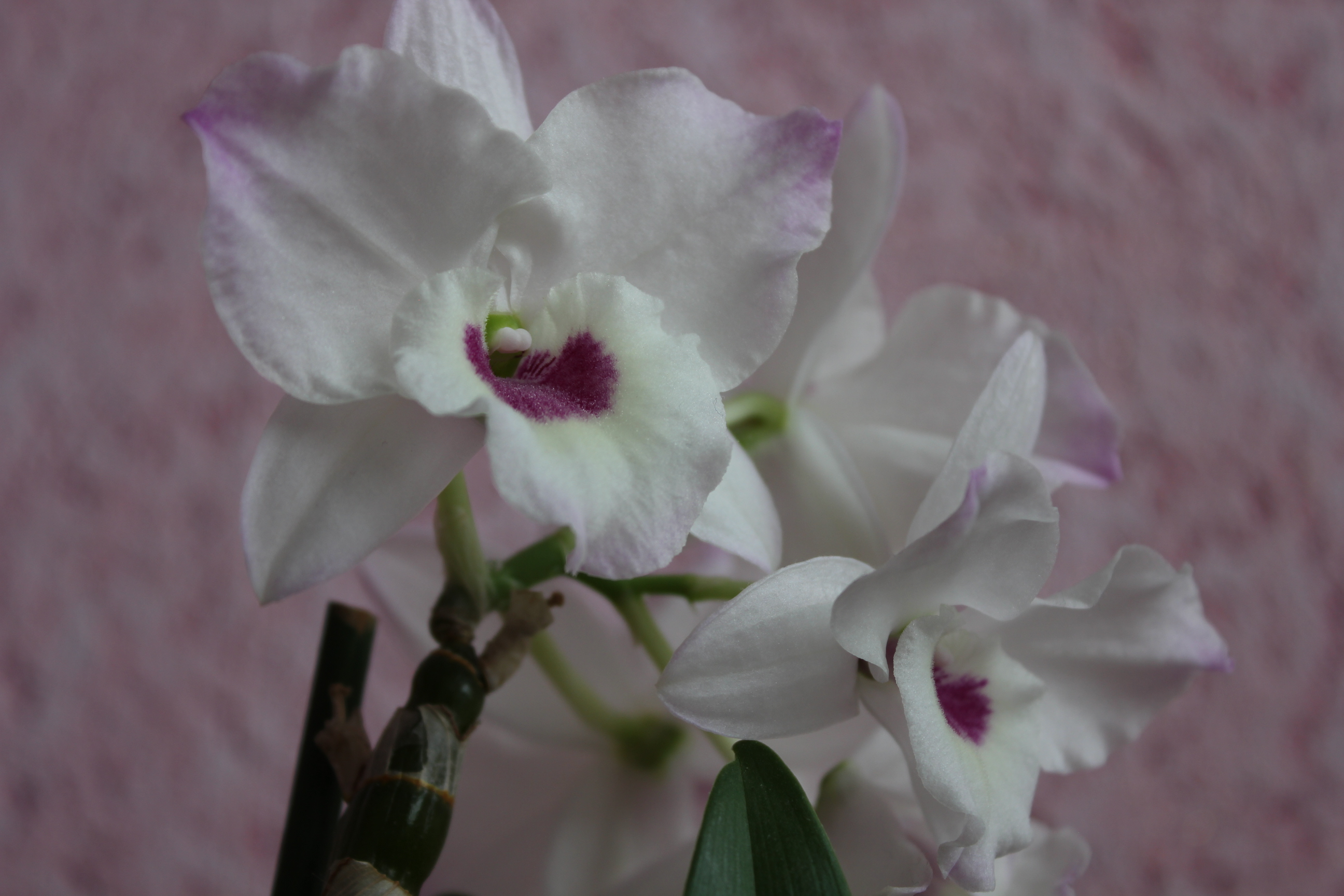